# Megachernes queenslandicus
Megachernes queenslandicus är en spindeldjursart som beskrevs av Beier 1948. Megachernes queenslandicus ingår i släktet Megachernes och familjen blindklokrypare. Inga underarter finns listade i Catalogue of Life.